# Kid Koala

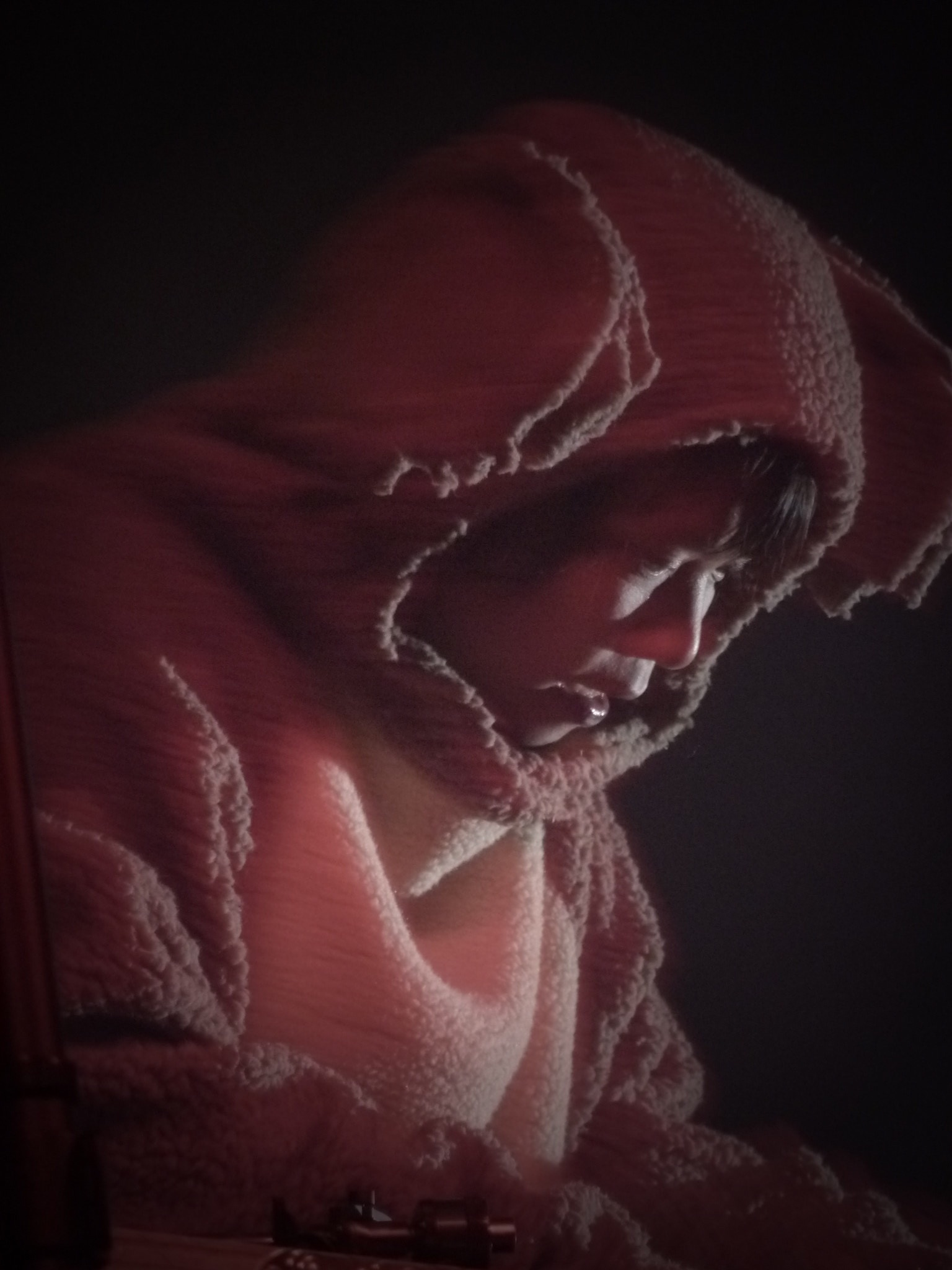
Kid Koala (2010)

Kid Koala (* 5. Dezember 1974 in Vancouver als Eric San) ist ein kanadischer DJ und Turntablist und lebt in Montréal. San ist studierter Grundschullehrer. Er steht beim britischen Label Ninja Tune unter Vertrag, tourt mit der Band Bullfrog und ist Mitglied von Deltron 3030, Gorillaz und Lovage.

## Karriere
Bekannt ist Kid Koala vor allem für seinen ungewöhnlichen Stil und seine breit gefächerte Sammlung von Samples, die von Niesgeräuschen über Jazzplatten aus den 1930er Jahren bis hin zu Monty-Python-Songs, Filmmusiken und Ausschnitten aus Comedy-Shows reicht. Er veröffentlichte bisher vier Alben: Carpal Tunnel Syndrome, Some of my Best Friends are DJs, Your Mom's Favourite DJ und 12 Bit Blues. Zudem ist 2003 ein Comic namens Nufonia Must Fall (nebst Soundtrack) von ihm erschienen, welches eine Liebesgeschichte zwischen einer Sekretärin und einem arbeitslosen Roboter behandelt.
Er ist Regisseur des Animationsfilms Space Cadet, der auf der Berlinale 2025 seine Weltpremiere feiern wird. Darin geht es um einen Roboter, der auf der Erde zurückbleibt, während seine Freundin als Weltraumkadettin ins Weltall fliegt.

## Diskografie

### Alben
- 1996: Scratchcratchratchatch – Mixtape Demo-Album, limitiert auf 500 Kopien und zunächst auf Kassette (CS001) veröffentlicht
- 2000: Carpal Tunnel Syndrome (Ninja Tune ZENCD34)
- 2003: Some of my Best Friends are DJs (Ninja Tune ZENCD82)
- 2006: Your Mom's Favorite DJ (Ninja Tune ZENCD127)
- 2007: Phon-O-Victo (Victo)
- 2011: Space Cadet: Original Still Picture Score (Ninja Tune)
- 2012: 12 Bit Blues (Ninja Tune ZENCD190)
- 2017: Music to Draw to:Satellite (Arts & Crafts)
- 2018: Floor Kids (Arts & Crafts)
- 2019: Music to Draw to:io (Arts & Crafts)
- 2023: Creatures of the Late Afternoon (Envision Records)

### EPs und Singles
- 1996: Scratchappyland – Auswahl des Albums "Scratchcratchratchatch"; 10" veröffentlicht von Ninja Tune (ZEN10KK)
- 2000: Emperor’s Main Course In Cantonese (Ninja Tune ZEN1093)
- 2003: Basin Street Blues (Ninja Tune ZEN7142)

### DVDs
- 2005: Live from the Short Attention Span Audio Theater Tour!! – live-EP mit fünf Titeln; inkl. DVD mit dem Video der Live Performance und vier Musikvideos (ZENCD101, Ninja Tune)